# Surbahar
Surbahar (urdu: سربہار; hindi: सुरबहार); ang. także bass sitar) – szarpany instrument strunowy używany w muzyce hindustańskiej. Blisko spokrewniony z sitarem, różni się od niego niższym tonem (poniżej 20 Hz).
Według tradycji surbahar wynalazł Ustad Sahebdad Khan, inne źródła podają nazwisko Ustad Ghulam Mohammed.